# Mas-de-Londres
Mas-de-Londres (okzitanisch Lo Castèl) ist ein Ort und eine Gemeinde mit 673 Einwohnern (Stand 1. Januar 2022) im südfranzösischen Département Hérault in der Region Okzitanien.

## Lage
Die in mehrere Weiler (hameaux) und Einzelgehöfte zerfallende Gemeinde Mas-de-Londres liegt in der Plaine de Londres, einem ehemaligen Sumpfgebiet am Fuße des Pic Saint-Loup in den südlichen Ausläufern der Cevennen in einer Höhe von etwa 240 Metern ü. d. M. in der alten Kulturlandschaft des Languedoc. Die Großstadt Montpellier ist etwa 28 km (Fahrtstrecke) in südöstlicher Richtung entfernt; die Stadt Nîmes befindet sich etwa 76 km östlich. Im Norden der Gemeinde verläuft das Flüsschen Lamalou.
Nachbargemeinden sind Notre-Dame-de-Londres im Norden, Rouet im Nordosten, Valflaunès im Osten, Cazevieille im Südosten, Viols-en-Laval im Südosten und Saint-Martin-de-Londres im Westen.

## Bevölkerungsentwicklung
| Jahr      | 1800 | 1851 | 1901 | 1954 | 1975 | 1999 | 2012 | 2017 |
| Einwohner | 206  | 288  | 202  | 151  | 120  | 275  | 555  | 671  |

Im 19. Jahrhundert hatte die in mehrere Weiler (hameaux) und Einzelgehöfte zerfallende Gemeinde zeitweise über 300 Einwohner. Infolge der Reblauskrise im Weinbau und der zunehmenden Mechanisierung der Landwirtschaft sank die Einwohnerzahl im 20. Jahrhundert kontinuierlich bis auf die Tiefststände der 1950er bis 1970er Jahre ab. Wegen der relativen Nähe zur Stadt Montpellier ist die Einwohnerzahl der Gemeinde in den letzten Jahrzehnten wieder deutlich angewachsen.

## Wirtschaft
Die Einwohner der Gemeinde lebten jahrhundertelang als Selbstversorger (Getreide, Wein, Gemüse, Käse) von der Landwirtschaft; nur die Stadt Montpellier kam wegen ihrer relativen Nähe als Marktort für Käseprodukte, Pökelfleisch etc. infrage. Der Weinbau ist noch immer von großer Bedeutung, doch spielt seit den 1960er Jahren der auch Tourismus in Form der Vermietung von Ferienhäusern (gîtes) eine wichtige Rolle im Wirtschaftsleben der Gemeinde.

## Geschichte
Im 12. Jahrhundert ist die Existenz einer Kirche in Château-de-Londres nachgewiesen. Während der Französischen Revolution wurde der Ort jedoch in Mas-de-Londres umbenannt. Der katalanische Bezeichnung Lo Castèl erinnert an den alten Ortsnamen.

## Sehenswürdigkeiten

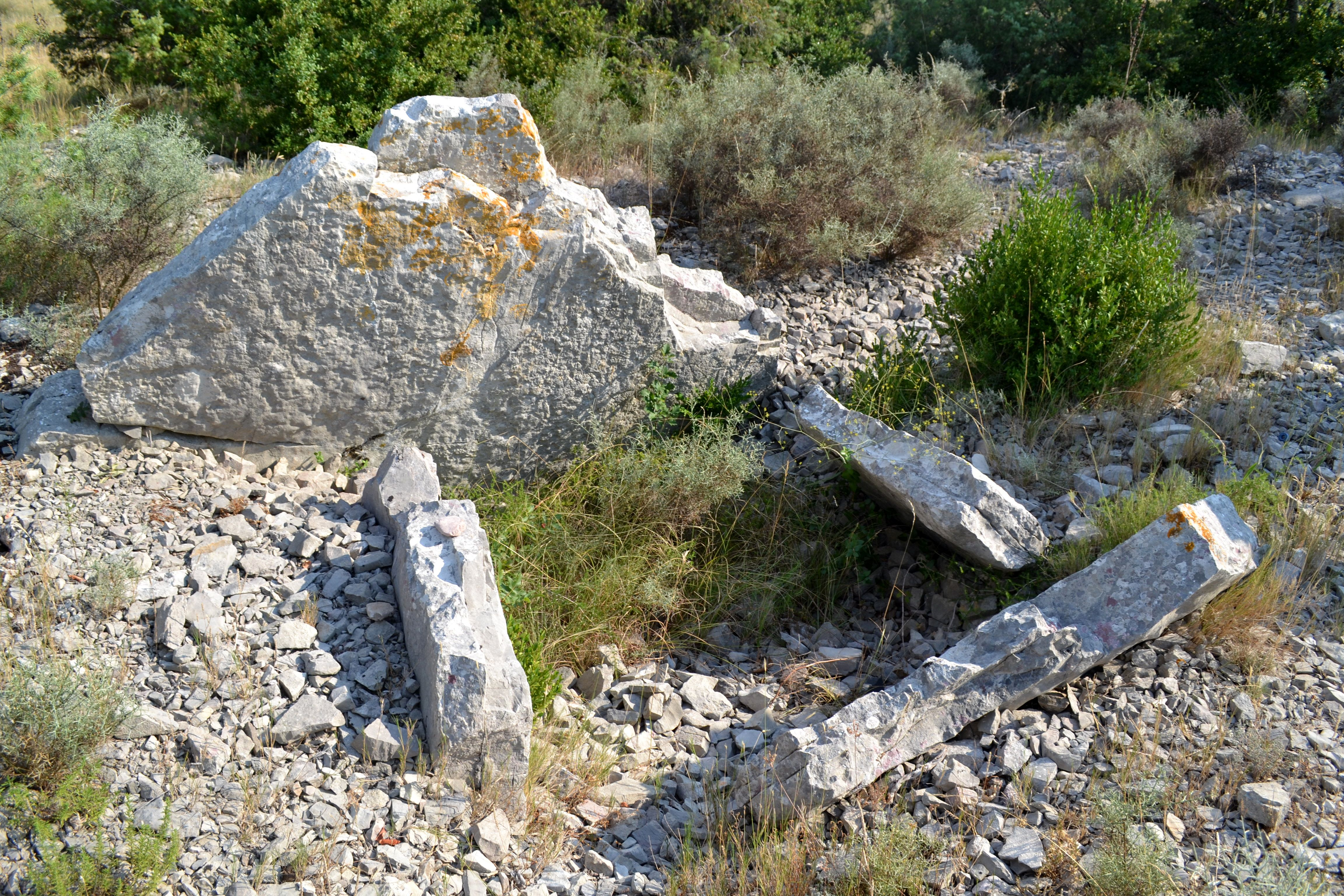
Dolmen de la Limite 1 – Mas-de-Londres

- Die kleine Pfarrkirche Saint-Gérard ist ein Bau des frühen 12. Jahrhunderts mit einer polygonal gebrochenen Apsis; erstmals erwähnt wird sie im Jahr 1146. Das Fehlen von Strebepfeilern lässt darauf schließen, dass der Bau ursprünglich nicht eingewölbt war, sondern nur über einen hölzernen Dachstuhl verfügte. Zwei Kapellenanbauten des 16. und 17. Jahrhunderts vermitteln optisch den Eindruck eines Querschiffs. Der heutige Glockengiebel (clocher mur) scheint einen älteren ersetzt zu haben. Das niedrige Gewölbe im Innern kann als weiterer Hinweis für nachträgliche bauliche Veränderungen gelten. Seit dem Jahr 1981 ist der kleine Kirchenbau als Monument historique eingestuft.[1]
- Von der ehemals existierenden Burg (castel) sind keine Spuren mehr zu sehen.